# Важкі крейсери типу «Тренто»
Важкі крейсери типу «Тренто» (італ. Incrociatori pesanti Classe Trento) — важкі крейсери Королівських ВМС Італії 1920-х років.

## Історія створення
Важкі крейсери типу «Тренто» були першими італійськими крейсерами, закладеними відповідно до обмежень Вашингтонського морського договору 1922 року. Завдання на розробку було видане у 1923 році, кораблі були закладені у 1925 році, вступили устрій у 1928—1929 роках. Початково вони класифікувались як легкі крейсери, але у 1930 році, після прийняття Італією міжнародної класифікації кораблів відповідно до калібру, були переведені у клас важких крейсерів.
В основу конструкції була покладена концепція максимальної дальності плавання та високої швидкості. За відсутності у складі флоту сучасних лінкорів саме важкі крейсери мали стати основними бойовими кораблями. Вони могли вести бій у складі ескадри та підтримувати дії легких сил флоту.

## Представники
| Назва           | Верф                                        | Закладений          | Спущений на воду    | Вступив у стрій     | Доля                           |
| --------------- | ------------------------------------------- | ------------------- | ------------------- | ------------------- | ------------------------------ |
| Тренто Trento   | «Cantiere navale fratelli Orlando», Ліворно | 8 лютого 1925 року  | 4 жовтня 1927 року  | 3 квітня 1929 року  | потоплений 15 червня 1942 року |
| Трієсте Trieste | «Stabilimento Tecnico Triestino», Трієст    | 22 червня 1925 року | 20 жовтня 1926 року | 21 грудня 1928 року | потоплений 10 квітня 1943 року |

## Конструкція

### Корпус та силова установка
Корпус кораблів був гладкопалубним, поділеним на 16 відсіків. Для того, щоб вписатись в обмеження, закладені Вашингтонським морським договором, корпус був максимально полегшений. Це призвело до вібрації фок-щогли та розміщених на ній приладів керування вогнем.
Щоб досягти швидкості у 34 вузли, закладеної в технічне завдання, на кораблях розмістили 4-вальну силову установку потужністю 120 000 к.с.

### Бронювання
Бронювання крейсерів типу «Тренто» не відповідало калібру артилерії. Воно становило: 70 мм — пояс, 20-50 мм — палуба, 100 мм — бойова рубка, 80 мм — башти, 60-70 мм — барбети. При цьому пояс міг витримувати 203-мм снаряди лише на великій відстані. Тим не менше, італійські конструктори вважали, що наявне бронювання цілком здатне захистити життєво важливі приміщення кораблів від 155-мм снарядів французьких легких крейсерів, а висока швидкість давала можливість утримувати необхідну дистанцію бою або взагалі уникнути зіткнення з сильнішим противником.

### Озброєння
203-мм гармати головного калібру «203/50 Mod. 1924» розміщувались за лінійно-підвищеною схемою попарно у чотирьох баштах, які мали кут підвищення у 45°. Гармати розміщувались у спільних люльках. Це дозволило зекономити місце, але створювало проблеми з експлуатацією, призводило до значного розсіювання снарядів та підвищувало ризик одночасного виходу гармат з ладу у реальному бою.
Зенітне озброєння складалось з 16 100-мм гармат «100/47». Це була фактично модернізація гармати «Skoda K10», яка використовувалась ще на крейсерах та есмінцях австро-угорського флоту часів Першої світової війни. Італійські конструктори розробили на базі цієї гармати вдалу спарену установку, але на початок Другої світової війни вона не могла ефективно захищати кораблі від швидкісних літаків через низьку скорострільність та низькі швидкості горизонтального та вертикального наведення.
Крім того, зенітне озброєння включало 4 40-мм автомати Vickers QF 2 pounder Mark II.
На головній палубі, в районі машинного відділення розміщувались чотири здвоєні 533-мм торпедні апарати.

### Авіація
Крейсери типу «Тренто» були першими італійськими кораблями, на яких ще на етапі проектування була передбачена можливість розміщення літаків. Ангар на 2 літаки розміщувався в носовій частині корабля, а катапульта, на якій розміщувався третій гідролітак, була встановлена на палубі перед носовою баштою. Таке розташування літака на катапульті виявилось невдалим, оскільки воно зменшувало кути обстрілу носових гармат, крім того, літак міг бути пошкоджений пороховими газами. В результаті від третього літака відмовились, і кораблі виходили в море з 2 літаками.
Спочатку кораблі були озброєні літаками Piaggio P.6, потім Macchi M.41 та CANT 25. Перед початком війни їх замінили на поплавкові IMAM Ro.43.

## Модернізації

### Модернізації довоєнного часу
Під час модернізації 1937—1938 років дві з восьми спарених 100-мм установок та застарілі 40-мм зенітні автомати були демонтовані. На їх місце встановили 4 спарені 37-мм автомати "Breda" та стільки ж 13,2-мм кулемети Breda Mod. 31.
Крім того, були змонтовані додаткові далекоміри

### Модернізації воєнного часу
У 1942 році замість 13,2-мм кулеметів та «Тренто» встановили чотири 20-мм автомати «Breda». «Трієсте» отримав 8 таких автоматів у 1943 році.